# Phalaenoides
Phalaenoides es un  género de polillas de la familia Noctuidae. Es originario de Australia.

## Especies
- Phalaenoides glycinae – Australian grapevine moth Lewin, 1805
- Phalaenoides tristifica Hübner, 1818